# Ljudmila Saveljevová
Ljudmila Michajlovna Saveljevová (Людмила Михайловна Савельева, * 24. ledna 1942 Leningrad) je ruská herečka a baletka.
Absolvovala Akademii ruského baletu a stala se členkou baletního souboru Kirovova divadla. V roce 1964 debutovala ve filmu menší rolí v baletním snímku Spící krasavice. Sergej Bondarčuk ji obsadil do role Nataši Rostovové ve filmové adaptaci románu Vojna a mír, která získala Oscara za nejlepší cizojazyčný film. Od roku 1967 působí v moskevském Státním divadle filmových herců.
Získala cenu čtenářů časopisu Sovětskij ekran pro nejlepší herečku roku 1966, zvláštní ocenění na Mezinárodním filmovém festivalu v Moskvě, cenu za nejlepší ženský herecký výkon na Filmovém festivalu ve Varně, Řád Rudého praporu práce a titul národní umělkyně RSFSR.
Jejím manželem je herec Alexandr Zbrujev.

## Filmografie
- Spící krasavice (1964)
- Vojna a mír (1966–1967)
- Slunečnice (1969)
- Útěk (1970)
- Racek (1972)
- Bezhlavý jezdec (1973)
- Julie Vrevská (1978)
- Klobouk (1981)
- Čtvrtý rok války (1983)
- Úspěch (1984)
- Divoká holubice (1986)
- Černá růže je symbol smutku, rudá růže je symbol lásky (1989)
- Námět pro dva příběhy (1991)
- Něžný věk (2000)
- Anna Kareninová (2009)